# Andrea Crippa
Andrea Crippa (Monza, 10 maggio 1986) è un politico italiano, dal 14 giugno 2019 vicesegretario federale della Lega per Salvini Premier.

## Biografia
Nato a Monza, vive a Lissone; si è laureato in scienze politiche internazionali all'Università Cattolica del Sacro Cuore di Milano. Fin da giovanissimo è attivista della Lega Nord; alle elezioni amministrative del 2012 è stato eletto consigliere comunale di Lissone e, dal giugno 2014, diventa assistente di Matteo Salvini al Parlamento europeo.
Nel 2015 diventa coordinatore federale del Movimento Giovani Padani, carica che manterrà fino al settembre del 2019. Dal 2012 al 2017 è stato anche consigliere comunale di opposizione a Lissone.

### Elezione a deputato
Alle elezioni politiche del 2018 viene candidato alla Camera dei deputati nel collegio uninominale Lombardia 1 - 03 (Bollate), sostenuto dalla coalizione di centro-destra in quota Lega, venendo eletto deputato con il 42,90% e superando Michaela Piva del Movimento 5 Stelle (26,91%) e Giancarla Marchesi del centro-sinistra (24,63%). Nella XVIII legislatura della Repubblica è stato componente e vicepresidente, dal 21 giugno 2018 al 28 luglio 2020, della 14ª Commissione Politiche dell'Unione europea.
Nell'aprile 2019 Crippa viene nominato da Salvini come suo vicesegretario federale della Lega con delega all'organizzazione. Alle elezioni politiche anticipate del 2022 viene ricandidato alla Camera nel collegio uninominale Lombardia 1 - 02 (Seregno) per il centro-destra, venendo eletto con il 54,08% e superando il principale candidato del centro-sinistra Jenny Arienti (23,75%).

## Procedimenti giudiziari
Nell'aprile 2020 Crippa è stato condannato in primo grado dalla sezione civile del tribunale di Torino al risarcimento di 15000 € per danni non patrimoniali al Museo egizio di Torino per aver diffuso sui social network, nel febbraio 2018, un video in cui avrebbe telefonato al Museo per protestare contro un'iniziativa promozionale rivolta agli arabofoni, invitando a fare lo stesso. Nella sentenza si legge:
La sentenza è stata riformata in appello: secondo i giudici di secondo grado, Crippa avrebbe legittimamente esercitato un proprio diritto di critica. È stato inoltre archiviato il procedimento penale avviato in seguito a un esposto del museo.